# Burg Heimberg (Unterheimbach)
Die Burg Heimberg, örtlich auch Burg Hellmat oder Burgruine Hellmat genannt, ist der Rest einer Höhenburg auf dem Schloßbuckel des Heimbergs (350 m ü. NN), bei dem Weiler Herrenhölzle des Ortsteils Unterheimbach der Gemeinde Bretzfeld im Hohenlohekreis in Baden-Württemberg.
Die vermutlich im 13. Jahrhundert erbaute Burg war Sitz der seit 1253 belegten Herren von Heimberg, die sie jedoch früh veräußerten und teilweise von der Witwe Heinrichs von Böckingen an das Haus Hohenlohe kam. Vermutlich wurde die Burg nach 1344 zerstört.
Das künstlich einige Meter erhöhte Burgareal hat einen etwa 50 Meter großen Durchmesser. Ein mehrerer Meter tiefer Halsgraben, in dem heute die Straße auf den Bergsporn führt, sicherte die Burg auf der südwestlichen Angriffsseite ab und auf den anderen drei Seiten sicherten Ringgräben. Mauerreste weisen auf eine Ringmauer, einen Torbau und weitere Gebäude hin. Der noch etwa 1,8 Meter hohe Bergfriedrest mit seltenem Fischgrätmuster (Opus spicatum) hat einen äußeren Umfang von 5,5 mal 5,7 Meter und einen inneren von 3,2 mal 3,2 Meter. In der Literatur wird auch auf Buckelquadermauerwerk hingewiesen.